# Eublemmodes contumacialis
Eublemmodes contumacialis är en fjärilsart som beskrevs av M.Gaede 1917. Eublemmodes contumacialis ingår i släktet Eublemmodes och familjen mott. Inga underarter finns listade i Catalogue of Life.